# صدق رسول الله

صدق رسول الله  هو برنامج تلفزيوني تم عرضه على قناة الرسالة الفضائية سنة 2006 ميلادية ، و قام بتقديمه الدكتور عمرو خالد ، متناولا مجموعة أحاديث نبوية مختارة للشباب ، حول الأخلاق أو المهارات أو العبادات.

## الحلقات
1. حديث المتحابين في الله
2. حديث الخشوع في الصلاة ج.1
3. حديث الخشوع في الصلاة ج.2
4. حديث الدين النصيحة
5. حديث مكـارم الأخـلاق
6. حديث الإصـلاح في الأرض
7. حديث فضل الدعاء
8. حديث العفة
9. حديث التواضع
10. حديث قيام الليل
11. حديث الجنة
12. حديث الإيثار
13. حديث محبة الله لعبده
14. حديث ذكر الله
15. حديث القدوة
16. حديث إنما الأعمال بالنيات
17. حديث اتق الله حيثما كنت
18. حديث اغتم خمساً قبل خمس
19. حديث الطفل و الساحر
20. حديث الوالدين
21. حديث الوفاء
22. حديث الإحسان
23. حديث إسالوا الله الفردوس الأعلى
24. حديث الأمانة
25. حديث إمساك اللسان ج.1
26. حديث إمساك اللسان ج.2
27. حديث الإستغفار والتوبة ج.1
28. حديث الإستغفار والتوبة ج.2

## وصلات خارجية
http://www.alresalah.net/#!/programdetail.jsp?pid=133
https://www.youtube.com/user/AmrKhaled/search?query=%D8%B5%D8%AF%D9%82+%D8%B1%D8%B3%D9%88%D9%84+%D8%A7%D9%84%D9%84%D9%87